# Interplanetary Transport System

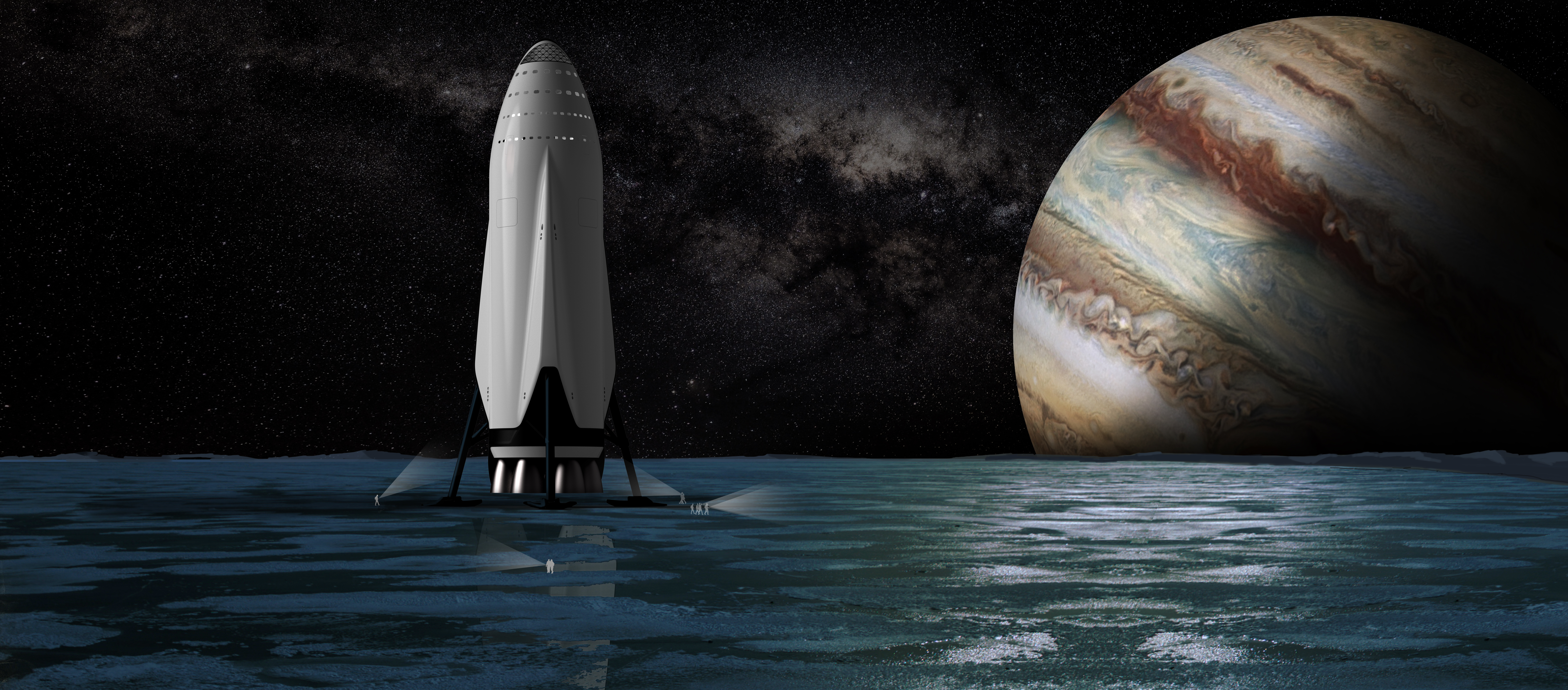
Visió artística de la Interplanetary Spaceship a la lluna joviana d'Europa.

L'Interplanetary Transport System (ITS, lit. en català: Sistema de Transport Interplanetari), anteriorment conegut com la Mars Colonial Transporter (MCT), és un projecte en desenvolupament invertit privadament per SpaceX per dissenyar i construir un sistema amb la tecnologia necessària per facilitar els vols espacials i situar assentaments humans a Mart—incloent vehicles de llançament i naus espacials reutilitzables; infraestructura terrestre per a un ràpid llançament i reutilització posterior continuada; tecnologia de transferència de propel·lent en ingravidesa en òrbita terrestre baixa; i la tecnologia extraterrestre per habilitar la colonització humana de Mart. La tecnologia també contempla que pugui suportar eventualment missions d'exploració a altres destinacions del sistema solar incloent les llunes de Júpiter i Saturn.
El treball de desenvolupament va començar seriosament el 2012, quan SpaceX va iniciar el treball de disseny del gran motor de coet Raptor per a ser utilitzat tant per al ITS launch vehicle com les naus espacials (ITS tanker i Interplanetary Spaceship). Els nous dissenys de motors de coets són típicament considerats un dels més llargs dels subprocessos de desenvolupament dels nous vehicles de llançament i les naus espacials. El juny de 2016, la companyia va anunciar públicament plans conceptuals que incloïa el primer vol de càrrega amb destinació a Mart amb el ITS el 2022, seguit del primer vol a Mart amb l'ITS i passatgers a bord en un període sinòdic a partir de 2024, després de dos llançaments de sondes de recerca i proves preparatòries a Mart el 2018 i 2020 amb Dragon/Falcon Heavy. El CEO d'SpaceX Elon Musk va donar a conèixer els detalls de l'arquitectura del sistema en el 67è Congrés Internacional d'Astronàutica el 27 de setembre de 2016.
Com s'ha discutit públicament, SpaceX està concentrant els seus recursos en la part de transport del projecte incloent una planta de propel·lent que podria ser desplegat a Mart per produir combustible de coet methalox utilitzant recursos locals. No obstant, Elon Musk està defensant tot un conjunt molt més ampli d'objectius d'assentaments interplanetaris a llarg termini, els que van molt més enllà del que SpaceX construirà i que en última instància implicarà molts més actors econòmics—si particulars, empreses o governs—faciliten solucions per establir-s'hi al llarg de moltes dècades.